# 早繰銀
早繰銀是日本將棋中的戰法。主要出現在角交換、後手番一手損角交換、相掛中，將右銀從3七到4六派出（先手番視角）的作戰方法的總稱。以下，有▲4六銀~▲3五歩的攻擊手筋。

## 角交換
角交換中，早繰銀克棒銀卻不利於對付腰掛銀。理由是在先手角交換棒銀的定跡中，當後手將角行△5四角打入自陣時，此角行同時窺視著先手飛車的頭部（2七）又同時威脅著先手的玉頭（7六）。這個時候，後手△7三銀~△6四銀的早繰銀不但剛剛好防守到在5四的角行的頭，更可以在△7五歩後與角行協力進行嚴厲的攻擊，被認為與5四角最為合拍。自從這個對策開始流行起來後，角交換棒銀的勝率也大幅下降。相反的，在面對腰掛銀時當先手選擇早繰銀時，後手有了△5四銀~△4四歩~△4五歩的攻擊手段，印證了格言：「越過歩兵的銀將用歩兵來對抗」，早繰銀反而陷於不利。從2012年一直到現在，早繰銀在角交換中的剋星腰掛銀已經成為主流，早繰銀也已經幾乎滅絕了。

## 後手番一手損角交換
雖然不利於對付腰掛銀的早繰銀在角交換中已經衰退，在後手番一手損角交換中因為後手多耗了幾手速度較為緩慢，反而無法如同角交換中那麼順利的追擊先手的銀將，銀將速度較快的早繰銀得以與棒銀並列，成為以急戰攻克後手番一手損角交換的主流對策。若是居玉就展開攻勢則▲3五歩△同歩▲同銀△3四歩▲2四歩△同歩▲同銀△同銀▲同飛時會有△1五角的王手飛車，因此事先▲6八玉圍玉在展開攻擊是很重要的一個要點（此外，突出▲1六歩後對手若是應以△1四歩則使出早繰り銀，若是對手脫先不應端步則也有再突出▲1五歩組右玉的作戰方法）。
後手的對策有腰掛銀或早早突出△8五歩等，例如:在▲3五銀的瞬間△8六歩▲同歩（▲同銀的話則△5五角雙吃飛車和香車）△8五歩（▲同歩則△同飛後可橫吃3五銀）或以角行攻擊飛車小鬢（即斜上方）等。

## 相掛
相掛中有浮飛車（2六飛型）後選擇早繰銀作戰的作戰方式，是中原誠的得意戰法因此也稱作中原流早繰銀。先突出捨棄掉第3行的步之後上▲4六銀是其特徴。有隨時可以轉戰左邊的優點，攻擊的手筋很多也因此容易握有主導權。從2012年一直到現在，雖然因為在相掛中2八飛型的棒銀已經成為主流這種下法已經不見蹤影，然而當先手迴避横歩取り模樣將飛車下引至▲2六時（▲3四飛取横歩則稱為橫步取）則常常出現。